# Hovea montana
Hovea montana är en ärtväxtart som först beskrevs av Joseph Dalton Hooker, och fick sitt nu gällande namn av James Henderson Ross. Hovea montana ingår i släktet Hovea och familjen ärtväxter. Inga underarter finns listade i Catalogue of Life.